# Le Flic de Beverly Hills 3
Pour les articles homonymes, voir Le Flic de Beverly Hills (série de films).
Série Le Flic de Beverly Hills
Le Flic de Beverly Hills 2
(1987) Le Flic de Beverly Hills : Axel F.
(2024)
Pour plus de détails, voir Fiche technique et Distribution.
Le Flic de Beverly Hills 3 (Beverly Hills Cop III) est un film américain réalisé par John Landis et sorti en 1994. Il s'agit du troisième film de la franchise Le Flic de Beverly Hills.

## Synopsis
L'inspecteur Axel Foley mène une intervention pour appréhender des voleurs de voitures dans un garage à Detroit, apparemment sans danger. Mais lui et ses collègues se retrouvent sous le feu d'hommes lourdement armés, et leur chef, l'inspecteur Todd, est abattu dans la fusillade. Axel se lance aussitôt à la poursuite du tueur, avant d'être intercepté par l'inspecteur Steve Fullbright du FBI, qui enquête également sur cet homme. Les premiers indices de l'enquête sur la mort de Todd révèlent que le tueur se trouverait dans un parc d'attractions nommé WonderWorld à Los Angeles. Axel se rend une nouvelle fois à Beverly Hills, où il y retrouve son ami Billy Rosewood, devenu DDO-JSIOC (Député directeur des opérations de jonctions des systèmes interdépartementaux d'opérations commandos), et fait la connaissance de l'inspecteur Jon Flint. Sur place, il se rend à WonderWorld et explore les coulisses du parc, mais des agents de sécurité lui tirent dessus et il doit se réfugier dans une grande roue. Les tireurs, voulant l'appréhender, provoquent un dysfonctionnement de l'attraction et la mise en danger de deux enfants, qu'Axel parvient à sauver d'une chute mortelle au prix d'acrobaties spectaculaires, applaudies par le public. Mais, malgré son intervention, il est arrêté et conduit auprès d'Orrin Senderson, un des dirigeants du parc, et d'Ellis DeWald, responsable de la sécurité de WonderWorld. Axel reconnait aussitôt ce dernier comme étant l'assassin de Todd, sous les yeux étonnés de Billy et de Flint, qui le tiennent en haute estime. Finalement relâché, Axel entend bien prouver qu'Ellis DeWald, malgré son excellente réputation et ses relations amicales avec des policiers de Los Angeles (dont Flint), est en fait un criminel...
Revenu à son hôtel, il y reçoit la visite de Janice, une employée de WonderWorld rencontrée dans les coulisses de l'attraction Alien Attack, et de l'Oncle Dave Thornton, fondateur du parc d'attractions. Celui-ci lui fait part de ses doutes quant à des événements anormaux qui se déroulent à WonderWorld, surtout depuis la disparition de son associé et ami Roger Fry qui lui a fait parvenir un morceau de papier où il est écrit "question de vie ou de mort", qu'il remet à Axel. Le soir, Axel se rend avec Billy à une cérémonie où Ellis DeWald doit recevoir une récompense. Ils y revoient Serge (croisé dans le premier opus où il était employé dans la galerie d'art de Victor Maitland) reconverti en marchand d'armes. Lors de la cérémonie, Axel rejoint DeWald sur scène afin de le mettre mal à l'aise et provoque une bagarre (après que DeWald ait fait allusion au meurtre de Todd) à l'issue de laquelle lui et Billy sont arrêtés et incarcérés. Dans l'attente que Flint puisse les faire libérer, Axel se retrouve une nouvelle fois face à Fullbright qui lui demande de ne pas s'immiscer dans son enquête sur DeWald et qui lui offre un billet d'avion pour rentrer à Detroit.
Une fois libéré avec Billy, Axel continue néanmoins son enquête et retourne à WonderWorld, revêtu du costume de l'un des personnages du parc afin de tromper la vigilance des hommes de DeWald. Il rejoint Janice qui lui révèle que l'attraction Happy Forrest est fermée depuis plusieurs mois, officiellement pour rénovation. Axel s'y rend et découvre que DeWald et Senderson y ont installé une presse pour faire de faux billets. Cependant, il est repéré et s'enfuit dans le parc, pensant y être à l'abri. Mais, au moment où il téléphone à Fullbright pour l'avertir de sa découverte, il manque de peu d'être tué par les hommes de DeWald qui l'encerclent rapidement, prêts à l'abattre. Axel décide alors de vider le chargeur de son arme en tirant en l'air, puis en annonçant à voix haute qu'il se rend et pose son pistolet à terre avant d'être arrêté, le tout sous l'œil d'une caméra qui filme la scène. Le policier est conduit une nouvelle fois face à DeWald et Senderson, Flint et Fullbright arrivent également. À la suite des dires d'Axel, Fullbright demande néanmoins à visiter la salle où sont imprimés les faux billets. Mais, une fois sur place, ils constatent l'impression de billets destinés aux enfants qui viennent au parc. Entre-temps, DeWald et Senderson avaient en fait pris soin de changer la matrice et le papier des faux billets. Furieux, Fullbright reproche à Axel d'avoir ruiné son enquête, lui ordonne de quitter Los Angeles et charge Flint de le conduire à l'aéroport. Mais, en chemin, Axel prend la fuite.
Il retrouve Oncle Dave et découvre que le papier sur lequel Fry a écrit son dernier message provient d'une ramette servant à la fabrication des faux billets de DeWald et Senderson. Axel tient donc une preuve pour les inculper, mais DeWald arrive et tire sur Oncle Dave avec l'arme qu'Axel avait laissé à WonderWorld lors de sa reddition. Le policier parvient à s'échapper et à emmener Oncle Dave à l'hôpital, mais à cause du coup monté de DeWald, il est aussitôt accusé de la tentative de meurtre dans les médias (les images filmées quelques heures plus tôt, lors de sa reddition, sont diffusées à la télévision). Axel tente de contacter Janice, mais elle a été prise en otage par DeWald qui ordonne au policier de venir seul et sans armes à WonderWorld pour remettre le papier pouvant l'incriminer. Axel s'empare d'un cabriolet, passe prendre une arme à la boutique de Serge, prévient Billy de son intention de retourner au parc et se rend au rendez-vous (après être allé cacher son arme). Conduit face à DeWald, il entame un jeu de dupes à l'issue duquel il parvient à maîtriser son adversaire, mais l'arrivée de Billy provoque la pagaille. Celui-ci se retrouve coincé avec Janice dans un terminal et Axel s'enfuit dans le parc, récupérant son arme au passage. Alerté par Billy (qui parvient finalement à se libérer avec Janice), Flint se rend également sur place. WonderWorld devient alors un véritable champ de bataille où les trois policiers doivent affronter séparément les hommes de DeWald, tandis que Senderson est abattu par un inconnu dans la salle de presse des faux billets après avoir découvert qu'Axel a saboté leur trafic. Axel se retrouve dans l'attraction Land of Dinosaurs où l'attend Ellis DeWald. Le combat s'engage entre les deux hommes et Axel, bien que blessé par balles à la cuisse et à l'épaule, parvient à abattre son adversaire. Il est alors rejoint par Fullbright qui lui présente ses excuses, mais Axel lui annonce qu'il sait qu'il est en fait un complice de DeWald et Senderson (bien que Fullbright l'ait éliminé). L'agent du FBI s'apprête alors à tuer Axel, mais ce dernier retourne l'arme de l'agent et le tue tout en blessant accidentellement Flint qui venait d'arriver. Les trois policiers, ressortis tous trois blessés, se retrouvent à WonderWorld pour la cérémonie du retour d'Oncle Dave, rétabli de ses blessures. Celui-ci, reconnaissant envers Axel de lui avoir sauvé la vie, lui rend hommage en présentant un nouveau personnage de WonderWorld baptisé "Axel le renard". De plus, une idylle commence entre Axel et Janice.

## Fiche technique
Sauf indication contraire, les informations mentionnées dans cette section peuvent être confirmées par la base de données cinématographiques IMDb,  présente dans la section « Liens externes ».
- Titre original : Beverly Hills Cop III
- Titre français : Le Flic de Beverly Hills 3
- Titre québécois : Le Flic de Beverly Hills III
- Réalisation : John Landis
- Scénario : Steven E. de Souza, d'après les personnages créés par Danilo Bach et Daniel Petrie Jr.
- Musique : Nile Rodgers
- Chef décorateur : Michael Seymour
- Costumes : Catherine Adair
- Directeur de la photographie : Mac Ahlberg
- Montage : Dale Beldin
- Producteurs : Mace Neufeld et Robert Rheme
  - Producteur délégué : Mark Lipsky (en)
  - Coproductrice : Leslie Belzberg (en)
  - Producteur associé : Ray Murphy Jr. (en)
- Sociétés de production : Paramount Pictures et Eddie Murphy Productions
- Distribution : Paramount Pictures (États-Unis), United International Pictures (France)
- Budget : 50 millions de dollars[1]
- Pays de production :  États-Unis
- Langue originale : anglais
- Format : couleur • 1.85:1 • 35 mm - DTS • Dolby SR • Dolby Digital
- Genre : comédie policière
- Durée : 104 minutes
- Dates de sortie :
  - États-Unis : 25 mai 1994
  - France : 17 août 1994

## Distribution
- Eddie Murphy (VF : Med Hondo) : l'inspecteur Axel Foley
- Judge Reinhold (VF : Gérard Rinaldi) : le sergent-inspecteur William « Billy » Rosewood
- Héctor Elizondo (VF : Patrick Floersheim) : l'inspecteur Jon Flint
- Theresa Randle (VF : Virginie Ogouz) : Janice Perkins
- Timothy Carhart (VF : Jean Barney) : Ellis DeWald
- Stephen McHattie (VF : Jean-Claude Balard) : Steve Fulbright
- John Saxon (VF : Daniel Beretta) : Orrin Sanderson
- Bronson Pinchot (VF : Claude Rollet) : Serge
- Alan Young (VF : Philippe Dumat) : Dave Thornton, dit "Oncle Dave"
- Lindsey Ginter : Holloway, l'homme de main d'Ellis DeWald
- Jon Tenney (VF : Patrick Laplace) : Levine
- Joey Travolta (VF : Marc Alfos) : Giolito
- Gilbert R. Hill (VF : Robert Darmel) : l'inspecteur Douglas Todd
- Helen Martin : la grand-mère
- George Lucas : un visiteur du parc d'attractions
- Al Green : le pasteur
- Martha Coolidge : la réceptionniste de la convention de l'association nationale des agences de sécurité
- Joe Dante : le gardien de prison
- Ray Harryhausen : un client du bar
- Arthur Hiller : un client du bar
- Robert B. Sherman : le patron du bar
- Barbet Schroeder : le propriétaire de la Porsche volée par Axel
- John Singleton : un pompier
- Julie Strain : une femme de la publicité pour l'Annihilator 2000

## Production

### Genèse et développement
La première ébauche de scénario voyait Axel Foley, Billy Rosewood et John Taggart se rendre à Londres pour sauver le commissaire Bogomil, pris en otage par des terroristes durant une convention internationale de la police. Cependant, plusieurs problèmes remettent en cause cette idée et John Ashton (John Taggart) et Ronny Cox (Bogomil) sont pris par d'autres projets.
Le producteur Brandon Tartikoff suggère que ce film soit un crossover avec la saga Crocodile Dundee avec Paul Hogan. Cette idée est rejetée par Eddie Murphy. Une autre idée, développée par Robert Towne, prévoyait un Axel Foley devant faire face à son nouveau statut de policier célèbre. D'autres idées mettaient en scène le personnage à Londres où il aurait collaboré avec un agent de Scotland Yard (qui aurait pu être joué par Sean Connery ou John Cleese). Une dernière autre version envisageait un personnage de gangster britannique, inspiré des jumeaux Kray, capturé à Détroit et ramené à Londres par l'inspecteur Jeffrey Friedman (incarné par Paul Reiser dans les deux premiers films de la saga). Jeffrey est ensuite assassiné par les hommes de main du criminel (l'idée sera reportée sur l'inspecteur-chef Todd, qui se fera tuer par Ellis DeWald, dans le script final). Axel tente de les neutraliser. Ce concept est finalement rejeté par les producteurs Don Simpson et Jerry Bruckheimer qui le jugent trop proche du film Black Rain sorti en 1989.
Steven E. de Souza développe ensuite un nouveau scénario présenté comme un « Die Hard dans un parc d'attractions ». Le budget est alors estimé à 70 millions de dollars. Cependant, à la suite de l'échec au box-office de Monsieur le député avec Eddie Murphy, la Paramount décide de le réduire à 55 millions. Cela provoque le départ des producteurs des deux précédents volets de la série, Don Simpson et Jerry Bruckheimer. Joel Silver sera alors contacté par le studio. Mais aucun accord ne sera trouvé, notamment sur le budget. Mace Neufeld et Robert Rehme produisent finalement le film.

### Attribution des rôles
Alan Young, qui incarne ici l'oncle Dave Thornton, est célèbre pour être la voix anglophone de l'oncle Picsou. À noter que l'on retrouve aussi la même voix française qui est celle de Philippe Dumat.
Après avoir été absent dans le second film, Bronson Pinchot reprend son rôle de Serge.
Comme dans plusieurs films de John Landis, plusieurs cinéastes font des caméos dans le film. George Lucas, créateur de Star Wars, est ainsi présent dans une scène à WonderWorld. John Singleton joue quant à lui un pompier. Martha Coolidge, Barbet Schroeder, Joe Dante, Arthur Hiller, Ray Harryhausen apparaissent pour la plupart dans la scène où Axel Foley entre dans un bar pour téléphoner. Dans cette même scène, le patron du bar est joué par Robert B. Sherman, qui a écrit la chanson de WonderWorld.

### Tournage
Le tournage a eu lieu du 8 septembre 1993 au 25 janvier 1994, principalement en Californie.
Le parc d'attractions présenté comme WonderWorld se nomme en réalité  « California's Great America » ; il ne se situe pas à Beverly Hills, mais à Santa Clara. Par ailleurs, l'attraction Alien Attack a été tournée dans Earthquake: The Big One du parc Universal Studios Hollywood.

## Bande originale
Bandes originales de Le Flic de Beverly Hills
Le Flic de Beverly Hills 2
(1987)
La musique originale du film est composée par Nile Rodgers, qui succède à Harold Faltermeyer. Le célèbre thème Axel F est repris par Nile Rodgers dans une version breakbeat hardcore.
Comme le film, la bande originale ne rencontra qu'un mince succès, se classant seulement 158e au Billboard 200 et 66e au Billboard Top R&B/Hip-Hop Albums. Les 3 singles The Right Kinda Lover de Patti LaBelle, Luv 4 Dem Gangsta'z d'Eazy-E et The Place Where You Belong du groupe Shai, n'ont également pas connu de succès commercial.
La chanson du parc WonderWorld a été écrite et composé par les frères Sherman, qui ont travaillé à de nombreuses reprises pour Walt Disney Pictures, mais n'apparaît pas sur l'album.
| Liste des titres | Liste des titres           | Liste des titres                                                           | Liste des titres                  | Liste des titres | Liste des titres | Liste des titres | Liste des titres | Liste des titres | Liste des titres |
| No               | Titre                      | Auteur                                                                     | Interprètes                       | Durée            |                  |                  |                  |                  |                  |
| ---------------- | -------------------------- | -------------------------------------------------------------------------- | --------------------------------- | ---------------- | ---------------- | ---------------- | ---------------- | ---------------- | ---------------- |
| 1.               | Keep The Peace             | Andrew Farriss, Keith Forsey, Mark Younger-Smith, Michael Hutchence        | INXS                              | 4:29             |                  |                  |                  |                  |                  |
| 2.               | Right Thing, Wrong Way     | James Harris III, Terry Lewis, Terence Trent Howard                        | Terence Trent D'Arby              | 5:13             |                  |                  |                  |                  |                  |
| 3.               | Summer Jamming             | Ian Lewis                                                                  | Inner Circle                      | 4:03             |                  |                  |                  |                  |                  |
| 4.               | Luv 4 Dem Gangsta'z        | Doctor Jam, Kevyn "Shaki" Carter                                           | Eazy-E                            | 4:33             |                  |                  |                  |                  |                  |
| 5.               | Leavin'                    | John "Jubu" Smith, Raphael Wiggins                                         | Tony! Toni! Toné!                 | 4:04             |                  |                  |                  |                  |                  |
| 6.               | The Place Where You Belong | Carl Martin, Darnell Van Rensalier, Garfield Bright, Marc Gay, Trey Lorenz | Shai                              | 4:22             |                  |                  |                  |                  |                  |
| 7.               | Mood                       | Chanté Moore, James Harris III, Terry Lewis                                | Chanté Moore                      | 4:10             |                  |                  |                  |                  |                  |
| 8.               | The Right Kinda Lover      | Ann Bennett-Nesby, James Harris III, Terry Lewis                           | Patti LaBelle                     | 4:53             |                  |                  |                  |                  |                  |
| 9.               | Axel F                     | Harold Faltermeyer                                                         | Nile Rodgers feat. Richard Hilton | 2:57             |                  |                  |                  |                  |                  |
| 10.              | Come See About Me          | Brian Holland, Lamont Dozier, Eddie Holland                                | The Supremes                      | 2:37             |                  |                  |                  |                  |                  |
| 41:20            |                            |                                                                            |                                   |                  |                  |                  |                  |                  |                  |

## Accueil

### Critiques
Le Flic de Beverly Hills 3 a été sévèrement critiqué et détient une note de 10 % sur Rotten Tomatoes basée sur 49 commentaires. Sur Metacritic, qui attribue un score normalisé, l'a noté 16⁄100 sur 15 commentaires. Richard Natale de Variety l'a appelé « un retour en forme d'Eddie Murphy qui s'essouffle avant la fin ». Caryn James du New York Times a écrit que le film est conçu pour être un fabricant de monnaie infaillible et sûr, mais Murphy incarne Foley trop directement. Owen Gleiberman de Entertainment Weekly l'a noté D et a appelé la performance de Murphy sans joie et déprimante.

### Box-office
| Pays ou région    | Box-office        | Date d'arrêt du box-office | Nombre de semaines |
| ----------------- | ----------------- | -------------------------- | ------------------ |
| États-Unis Canada | 42 614 912 $      | 30 juin 1994               | 5                  |
| France            | 2 006 637 entrées |                            |                    |
| Total mondial     | 119 208 989 $     | -                          | -                  |

Le film connaît un échec commercial. Distribué dans 2 748 salles la semaine de sa sortie, le troisième opus se contente de démarrer à la seconde place du box-office lors de son premier week-end d'exploitation avec 12,4 millions $, soit le lancement le plus faible d'un épisode de la saga pour son week-end d'ouverture, alors que le premier opus avait démarré à 15,2 millions $ (dans une combinaison de départ de 1 532 salles) et le second opus avait fait mieux avec 26,3 millions $ (dans 2 326 salles). Le long-métrage peine à se maintenir et finit sa course avec seulement 42,6 millions $ en fin d'exploitation, devenant le pire au résultat d'un Flic de Beverly Hills et le premier à ne pas atteindre les 100 millions $ de recettes. À l'international, il totalise près de 76,6 millions $, pour un cumul de 119 millions $.

## Distinctions
Source : Internet Movie Database

### Récompenses
- The Stinkers Bad Movie Awards 1994 : « pire suite »

### Nominations
- Razzie Awards 1995 : nominations dans les catégories « pire remake, adaptation ou suite », et « pire réalisateur » pour John Landis

## Suite de la franchise
En 2013, la chaine américaine CBS  a commandé un épisode pilote, avec Brandon T. Jackson dans le rôle du fils d'Axel Foley, Aaron. En mai 2013, CBS décide de ne finalement pas donner suite à l'épisode pilote,. Néanmoins, celui-ci sort en ligne en 2022.
Après le refus de CBS de produire une série télévisée, Paramount décide de relancer la franchise au cinéma avec un quatrième film. Les Belges Adil El Arbi et Bilall Fallah sont annoncés à la réalisation en juin 2016. En mai 2020, les réalisateurs confirment que le projet est toujours en développement, malgré la pandémie de Covid-19, et qu'ils travaillent désormais sur un nouveau script. Finalement, Le Flic de Beverly Hills : Axel F. est réalisé par Mark Molloy. Le tournage débute en août 2022,.